# ورزشگاه احمدیانی
ورزشگاه احمدیانی (به لاتین: Ahmad Yani Stadium) یک ورزشگاه در اندونزی است که در Sumenep (city) واقع شده‌است.